# Javier Pastore
Pour les articles homonymes, voir Pastore.
né le 20 juin 1989 à Córdoba, est un footballeur international argentin, qui joue au poste de milieu offensif. Il est surnommé « El Flaco » (en français « Le maigre ») en raison de sa silhouette élancée.
Javier Pastore a commencé sa carrière en Argentine au CA Talleres puis au CA Huracán. Ses qualités techniques et sa vision du jeu attirent rapidement certains clubs européens comme l'US Palerme qu'il rejoint en 2009. Après deux saisons de qualité dans le club italien, avec lequel il est élu meilleur jeune joueur de Serie A en 2010, il rejoint le Paris Saint-Germain en 2011. Le montant de son transfert, évalué à 42 millions d'euros, constitue un record dans le championnat de France. Alternant bonnes performances et performances plus mitigées, Pastore n'est pas épargné par les blessures. Il confirme toutefois qu'il est un joueur très habile balle au pied, capable d'être décisif à tout moment. Avec le PSG, il remporte quinze titres dont cinq de champion de France.
Pastore joue son premier match officiel avec l'équipe d'Argentine en 2010, face au Canada. Alors qu'il est régulièrement sélectionné avec l'équipe nationale, Alejandro Sabella l'écarte de la sélection pendant près de trois ans. Il revient finalement en sélection nationale en 2014, sous la direction de Gerardo Martino et participe à la plupart des matchs de son pays. En 2015, Pastore atteint la finale de la Copa América 2015 finalement perdue face au Chili. En 2016, il réitère cette performance lors de la Copa América 2016, où il est encore battu par le Chili.

## Biographie de sa carrière en club

### Débuts en Argentine
Javier Pastore fait ses débuts en football dans le petit club de quartier du Collegio San José Artesano, à l'âge de neuf ans, en 1999.
Il réalise ensuite la totalité de son parcours junior au CA Talleres où il arrive en 1999, et y signe un contrat professionnel en 2007. En 2004, le club argentin est en faillite, l'AS Saint-Étienne achète 51 % des parts du club sur les conseils d'Oswaldo Piazza et sauve ainsi l'équipe. Deux ans plus tard Piazza parle aux dirigeants stéphanois de cinq jeunes joueurs de Talleres à fort potentiel qu'il a repérés, dont Pastore. Ils sont convoqués pour 15 jours d'essai mais finalement aucun n'est conservé,.
Il signe donc au CA Huracán à l'été 2007, club avec lequel il fait ses débuts en équipe première le 24 mai 2008 lors d'une défaite 1-0 contre River Plate. Il termine second du Tournoi de clôture argentin lors de sa deuxième et dernière saison au club en 2009.

### Arrivée en Europe, à Palerme (de 2009 à 2011)

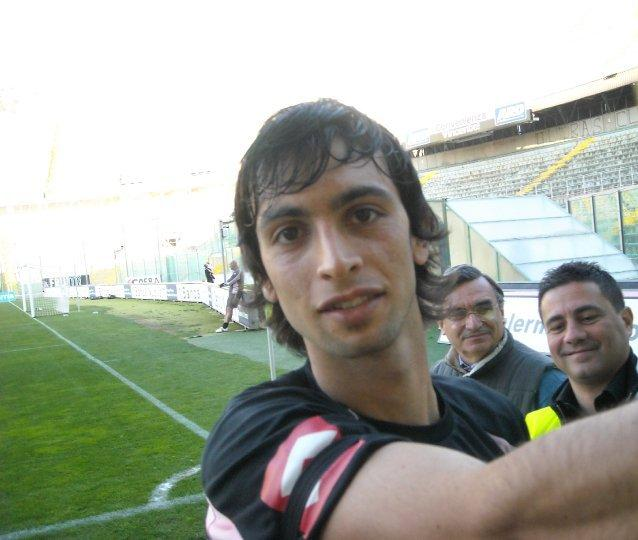
Javier Pastore sous le maillot de Palerme

L'US Palerme le fait signer en 2009. Le nouveau numéro 6 joue son premier match sous les couleurs rosanero le 15 août 2009 lors du troisième tour de la coupe d'Italie, victoire 4-2 contre le SPAL Ferrare, ainsi que son premier match de Serie A le 23 août suivant sur une victoire 2-1 contre le Napoli.
À ses débuts, Javier Pastore fait ses preuves comme étant un jeune prometteur mais inexpérimenté, jouant principalement en tant que joker. Mais lorsque Delio Rossi remplace Walter Zenga à la tête du club sicilien en novembre, l'Argentin s'impose comme un titulaire indiscutable. Il marque son premier but en Serie A, le 30 janvier 2010 contre Bari, malheureusement il ne pourra empêcher la défaite des siens sur le score de 4 buts à 2. Jouant derrière le duo d'attaquants composé de Fabrizio Miccoli et Edinson Cavani, dans un rôle de meneur de jeu, son jeu et sa technique de balle permettent à Palerme de faire une bonne saison et de finir à la cinquième place du championnat, à deux petits points d'une place qualificative pour l'UEFA Champions League obtenue par la Sampdoria. Néanmoins, le club sicilien parvient tout de même à se qualifier pour la Ligue Europa.
Plusieurs clubs sondent alors Maurizio Zamparini, président de l'US Palerme, sur un éventuel transfert du joueur. Après une prise de contact de l'Olympique lyonnais en vue d'un éventuel transfert lors de l'été 2010, Zamparini évalue son joueur à 50 millions d'euros,. Le 17 décembre 2010, alors que de nombreux clubs montrent leur intérêt pour Pastore, comme le FC Barcelone ou Chelsea, il prolonge son contrat qui le lie au club jusqu'en 2015.
Lors de sa seconde saison au club, Javier Pastore change de numéro, il délaisse le numéro 6 afin de prendre, un numéro qui l'a suivi pour le reste de sa carrière, le 27. C'est durant cette saison que l'Argentin s'épanouit définitivement en Sicile, le départ d'Edinson Cavani pour Naples pouvait faire craindre le pire mais l'arrivée de Josip Iličić, toujours associé au capitaine, Fabrizio Miccoli en attaque, permet au génie argentin de s'épanouir au sein d'une équipe où il est au cœur du jeu. C'est en novembre 2010, qu'il rentre définitivement dans le cœur des supporteurs palermitains car il réalise l'un de ses matchs les plus marquants avec Palerme lors du derby face à Catane. Il marque en effet un coup du chapeau parfait durant ce match. Il marque effectivement du pied droit, du pied gauche et de la tête pour offrir au club et à ses supporters une victoire 3 à 1,. Le 24 janvier 2011, il est élu meilleur jeune joueur de l'année de Serie A de l'année 2010 par ses pairs lors des Oscars du football italien,. Au total, il inscrit sur la saison 2010-2011, 11 buts dans le Calcio et se révèle aux yeux du grand public grâce au parcours de son club en coupe d'Italie qui se conclura par une finale perdue contre l'Inter Milan, sur le score de 3 à 1. Cette saison marquée par un grand Javier Pastore fait très vite comprendre au président de Palerme, Maurizio Zamparini, qu'il sera très difficile de le garder. Il l'estime à 100 millions d'euros fin de refroidir les ardeurs des grands clubs européens qui se positionnent sur l'Argentin. Des clubs comme la Juventus, Chelsea ou encore le Paris-Saint-Germain, tout juste racheté par les qatari, se montrent très insistants. Le joueur prend finalement la décision de quitter le club, où il avouera plus tard, à contre cœur. Conscient du montant de son futur transfert, il pense aussi que ce transfert pourrait faire du bien au premier club qui l'a fait connaître en Europe.

### Au Paris Saint-Germain (2011-2018)

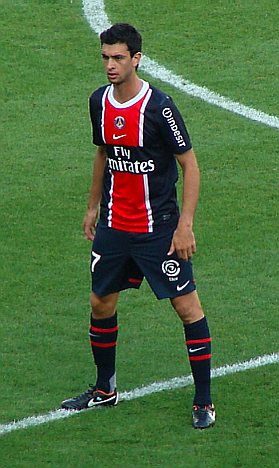
Pastore à ses débuts avec le PSG (premier match au Parc des Princes).

#### Arrivée au Paris Saint-Germain (2011-2012)
Le 6 août 2011, il signe un contrat de cinq ans en faveur du Paris Saint-Germain pour 42 millions d'euros,. Cette somme constitue à l'époque un record dans le championnat de France,. Javier Pastore devient également le plus gros salaire de la Ligue 1 et par conséquent du Paris Saint-Germain avec une rémunération brute mensuelle estimée à 350 000 euros.
Le 18 août 2011, il dispute son premier match sous les couleurs du PSG à l'occasion du match aller des barrages de la Ligue Europa face au club luxembourgeois de Differdange, match qu'il dispute dans son intégralité et au cours duquel il délivre deux passes décisives pour Marcos Ceará et Jérémy Ménez en fin de match. Le 21 août, il fait ses débuts en Ligue 1 contre Valenciennes (victoire du PSG 2-1). Sa première titularisation en Ligue 1 se fera cependant à Toulouse une semaine plus tard, le 28 août, pour une victoire 3 buts à 1 avec deux passes décisives à son actif pour Kevin Gameiro et Mevlüt Erding.
Dès son premier mois au club, il est élu par les supporters parisiens meilleur joueur du mois d'août devant Kevin Gameiro et Salvatore Sirigu. Le 11 septembre 2011, il marque son premier but en Ligue 1 face au Stade brestois, qui est le seul but de la rencontre.
Le 24 septembre, il inscrit un doublé sur le terrain de Montpellier, en tête avant ce match, permettant au PSG de s'imposer 3-0 à la Mosson, chose que Paris n'avait plus faite depuis la saison 1998-1999, et par la même occasion permettant à Paris de prendre la tête de la Ligue 1.
Il se blesse le 20 janvier 2012 et revient à la compétition le 4 mars face à l’AC Ajaccio. Il réalise une très belle prestation en inscrivant le premier but du match en début rencontre puis sera impliqué sur deux autres buts de son équipe,. Finalement les Parisiens s'imposent 4-1, et « El Flaco » est même élu homme du match à l'issue de la rencontre.
Le 20 mai 2012, au terme de la 38e journée de Ligue 1 il finit vice-champion de France avec le Paris Saint-Germain derrière le champion Montpellier,. Son but (pour le 1-1) face à Lorient et la victoire du Paris Saint-Germain (2 à 1) lors de cette 38e journée ne suffisent pas pour obtenir le titre de champion de France. En effet, Montpellier remporte son match face à l'AJ Auxerre sur le score de 2-1,.
Montpellier termine ainsi la saison avec 82 points contre 79 points pour le PSG. La première saison de Ligue 1 de Pastore se conclut sur un total de 13 buts et 6 passes décisives en 33 matchs disputés.

##### Joueur majeur sousCarlo Ancelotti(2012-2013)

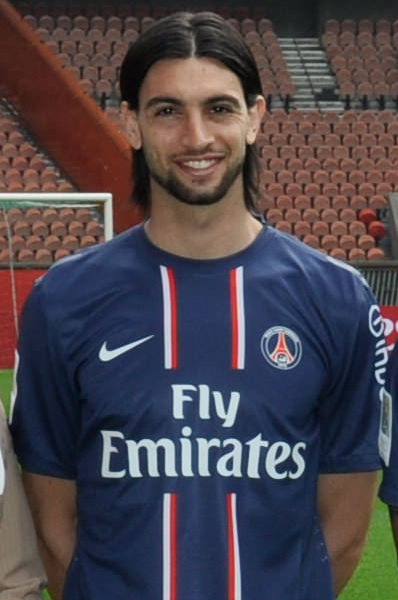
Javier Pastore durant la présentation des joueurs pour la saison 2012-2013.

Le 2 septembre 2012, lors de la quatrième journée de Ligue 1 face au LOSC Lille, Javier Pastore offre une passe décisive à Zlatan Ibrahimović et permet au Paris Saint-Germain de s'imposer 2 buts à 1 pour la première victoire à l'extérieur. Il marque son premier but de la saison face au Toulouse Football Club la journée suivante au Parc des Princes d'un lob trompant le gardien toulousain.
Le 18 septembre 2012, Pastore dispute son premier match de Ligue des champions de sa carrière et y marque son premier but face au Dynamo Kiev. Pastore réalise l'un de ses meilleurs matchs depuis son arrivée au PSG et permet à son équipe de s'imposer par 4 buts à 1. Il poursuit son très bon début de saison en délivrant une nouvelle passe décisive à Kevin Gameiro lors de la septième journée contre le FC Sochaux, son ouverture magnifique permet au PSG de s'imposer par deux buts d'écart malgré un match bien terne.
Le 31 octobre 2012, il offre une passe décisive à Jérémy Ménez en le lançant dans la profondeur par-dessus la défense marseillaise pour marquer le deuxième but et permettre au club parisien d'éliminer son plus grand ennemi en huitièmes de finale de la Coupe de la Ligue. Quelques jours plus tard, il donne une nouvelle passe décisive, cette fois-ci à Guillaume Hoarau, lors de la 11e journée du championnat, cependant l'équipe parisienne perd le match (1-2) mais conserve la tête du classement de Ligue 1.
Le 17 novembre 2012 au cours de la 13e journée du championnat, il poursuit ses très bonnes performances durant l'automne en délivrant une nouvelle passe décisive dans la profondeur à Nenê. Il ne permet cependant pas à son équipe de remporter le match et le PSG retombe à la troisième place du classement après trois matchs consécutifs sans victoire. Avant la trêve hivernale 2012, Pastore offre sa dernière passe décisive de l'année à Thiago Motta d'un centre à ras-de-terre concluant une excellente performance de la formation parisienne contre l'Evian Thonon Gaillard (4-0) lors de la 16e journée du championnat.
Le 23 janvier 2013, il marque son troisième but de la saison toutes compétitions confondues en Coupe de France en reprenant en force un centre de Jérémy Ménez dans la surface. Le PSG se qualifie en huitièmes de finale de cette compétition après une bonne performance contre le club toulousain (3-1) au Parc des Princes. Pastore marque un nouveau but deux semaines plus tard contre le même club, cette fois-ci en championnat, grâce à une volée lobant le gardien toulousain qui permet au club parisien de s'imposer largement (4-0) et de conserver la tête du classement. Il continue sa série de buts en marquant en huitièmes de finale de la Ligue des champions contre le Valence CF d'une frappe sans contrôle passant entre les jambes du gardien grâce à un centre en retrait de Lucas Moura.
Le 10 avril 2013, Javier Pastore ouvre le score au Camp Nou contre le FC Barcelone lors du quart de finale retour de la Ligue des champions permettant au PSG d'être qualifié à ce stade du match, mais les Barcelonais égalisent en fin de match, synonyme d'élimination pour le club parisien.
Il est sacré champion de France le 12 mai 2013 grâce à une victoire contre l'Olympique lyonnais (1-0) au stade de Gerland. Il s'agit d'une première pour le joueur argentin qui a vu le titre lui échapper à la toute dernière journée la saison précédente. Le club du PSG obtient, lui, un troisième titre après 1986 et 1994, soit 19 ans après le titre obtenu par la génération David Ginola et Vincent Guérin.
Pour le dernier match de la saison, il délivre une dernière passe décisive en centrant vers le deuxième poteau à Kevin Gameiro qui reprend d'une volée. Le PSG, et Javier Pastore, terminent leur saison par une victoire (3-1) contre le FC Lorient. Statistiquement, il est l'auteur d'une bonne saison avec neuf buts et treize passes décisives toutes compétitions confondues.

##### Difficulté d'intégration dans le système deLaurent Blanc(2013-2014)
Le 3 août 2013, le Paris Saint-Germain est opposé à Bordeaux lors du Trophée des champions qui se joue à Libreville. Les joueurs parisiens remportent la rencontre sur le score de 2 à 1. Javier Pastore remporte ainsi son premier Trophée des champions.
Le 2 avril 2014, le Paris Saint-Germain joue le quart de finale aller de la Ligue des champions au Parc des Princes face à Chelsea. Pastore rentre en fin de match alors que son équipe mène 2-1. Dans les arrêts de jeu, il réalise un slalom en se défaisant de trois défenseurs et parvient à marquer. Sur ce but, Pastore permet au club français de se mettre dans une position favorable avant le match retour en Angleterre. Lors du match retour à Stamford Bridge, c'est Chelsea qui l'emporte et qui se qualifie. Chelsea remporte le match retour sur le score de 2-0 avec des buts de l'Allemand André Schürrle et de Demba Ba à la 87e minute. Pastore rentre à la 73e minute de ce match et remplace l'autre buteur du match aller et compatriote Ezequiel Lavezzi.
Le 19 avril, neuf jours après l'élimination en Ligue des champions, Pastore remporte la Coupe de la Ligue face Lyon (victoire 2 à 1). Remplaçant, il entre en jeu à la 75e minute du match et remporte ainsi son troisième trophée au PSG.
Le 7 mai 2014, il remporte son deuxième championnat de France avec Le PSG, malgré la défaite du club de la capitale face au Stade rennais au Parc des Princes. Durant cette saison de Ligue 1, Pastore inscrit quatre buts et délivre huit passes décisives. Il participe ainsi à la quatrième victoire du PSG dans la compétition.

##### Maître du jeu de l'équipe parisienne (2014-2015)
Le début de saison 2014-2015 semble être celui de la renaissance pour Javier Pastore. Il débute par un bon match lors du Trophée des champions face à l'EA Guingamp (victoire 2-0 du PSG), puis explose face à Reims lors de la première journée de championnat en offrant deux passes décisives à Zlatan Ibrahimović, avant d’enchaîner par de bonnes prestations par la suite.

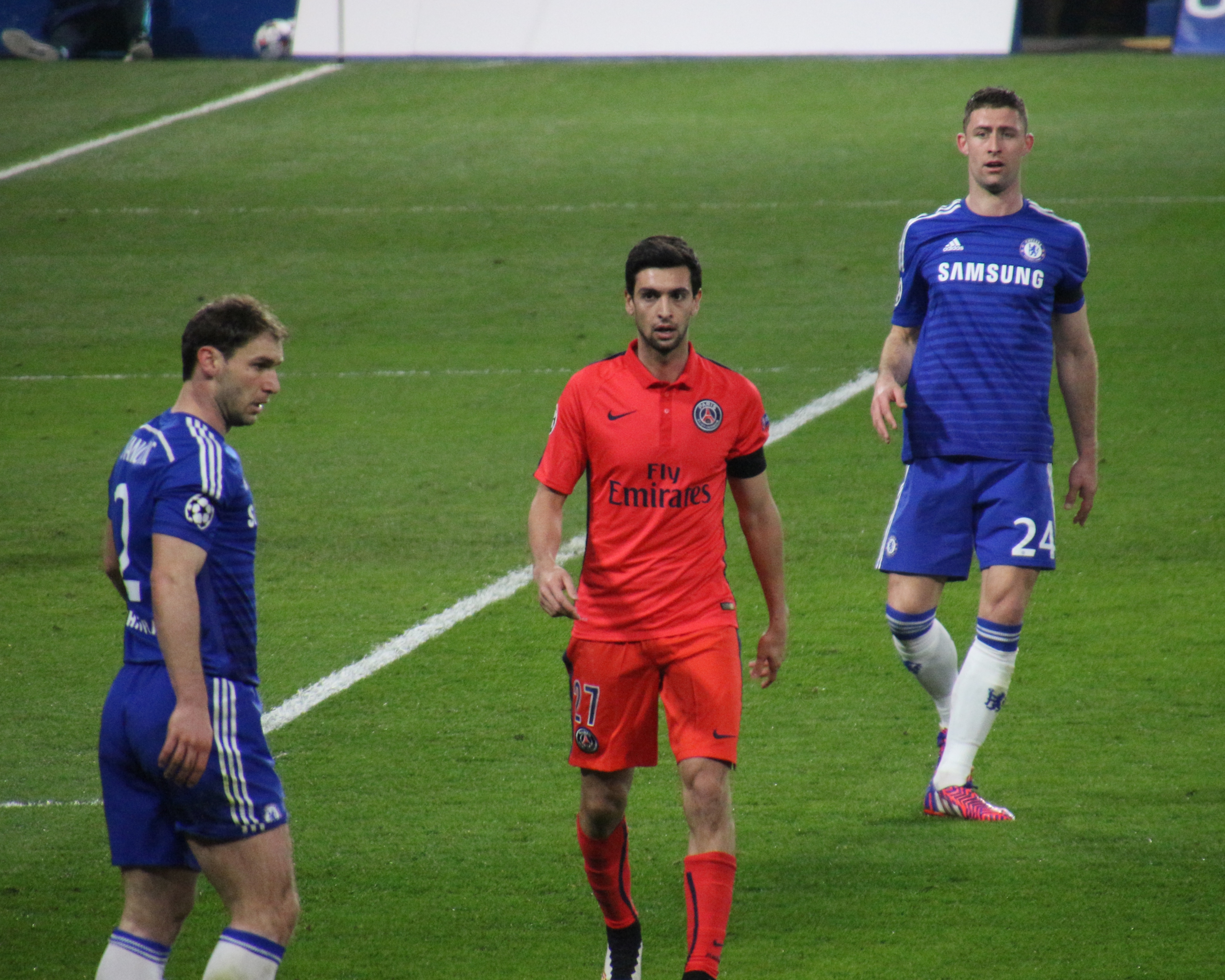
Pastore lors de Chelsea-PSG en 2015.

Le 30 septembre 2014 face au FC Barcelone en Ligue des champions, Pastore réalise une performance de haut niveau à la hauteur de son équipe qui bat le Barça de Lionel Messi, Neymar et Andrés Iniesta. Il remporte le trophée UNFP de meilleur joueur de Ligue 1 du mois de novembre. Ses récentes prestations lui permettent de retrouver l'équipe nationale d'Argentine.
L'Argentin est sous contrat avec le PSG jusqu'en 2016 et un accord sur une prolongation de contrat tarde à être trouvé. De ce fait, plusieurs grands clubs comme Liverpool, la Juventus sont intéressés. Le Real Madrid se montré intéressé, club où il pourrait retrouver son ancien entraîneur au PSG, Carlo Ancelotti,.
Le 18 avril 2015, il marque un doublé face à l'OGC Nice pour une victoire des parisiens 3-1 où il se fait remarquer par ses gestes techniques qui mettent à mal la défense azuréenne. À la suite de sa bonne performance, Daniel Riolo, journaliste à RMC, loue la « classe mondiale » de Pastore. Le 21 avril 2015, en quart de finale retour de Ligue des champions, les Parisiens s'inclinent 2-0 au Camp Nou au cours d'un match où Barcelone montre sa supériorité. À la suite de ce revers au niveau européen, le PSG repart de l'avant en championnat et écrase, le 25 avril 2015, Lille 6 à 1 grâce à un triplé d’Ezequiel Lavezzi et un doublé d’Edinson Cavani, Pastore délivrant deux passes décisives,.
Il réalise une saison pleine au niveau national avec le Paris Saint-Germain. En effet, le club réalise le quadruplé historique : il remporte le Trophée des champions, la Coupe de France, la Coupe de la Ligue et le Championnat de France de Ligue 1,. Le titre de Ligue 1 est assuré à une journée de la fin du championnat face à Montpellier (victoire 2-1). Néanmoins, Pastore n'est pas titré en coupe de France puisqu'il est suspendu lors de la finale face à Montpellier après avoir reçu un carton jaune pour une altercation avec le défenseur montpelliérain Vitorino Hilton, après plusieurs gestes techniques de Pastore.
Le 1er juin 2015, Pastore prolonge son contrat le liant au PSG jusqu'en 2019 et ses émoluments triplent.

##### Méforme et blessures récurrentes (2015-2016)
Gêné durant une grande partie de la saison par une blessure au mollet, il ne participe qu'à peu de matchs avec le PSG. Il est cependant acteur de la victoire 9-0 face à Troyes (but du 2 à 0), qui permet au Paris Saint-Germain d'être titré pour la sixième fois de son histoire en Ligue 1,.
Alors qu'il ne peut participer au match aller au Parc des Princes contre Manchester City en Ligue des champions à cause de sa blessure, il est sélectionné dans le groupe qui participera au match retour. Les Parisiens sont privés de Blaise Matuidi et David Luiz suspendus après le match aller, ainsi que de Marco Verratti, victime d'une pubalgie et dont l'absence sera très préjudiciable. Il entre en jeu durant ce match à l'Etihad Stadium mais sa volonté de se porter vers l'avant et sa qualité technique ne suffisent pas au PSG pour se qualifier au tour suivant de Ligue des champions. Il s'agit pour lui et pour le club d'un quatrième revers en quarts de finale de  Ligue des champions en quatre ans, alors que City de son côté, huit ans après son rachat, atteint pour la première fois les quarts de finale de Ligue des champions. Celui est d'autant plus difficile à admettre puisque City ne semblait pas insurmontable pour le PSG, mais surtout parce que le Paris Saint-Germain n'a pas joué à son meilleur niveau. Le système de jeu est également mis en cause après ce match. Laurent Blanc, entraîneur du PSG a effectivement voulu utiliser un système inédit pour les Parisiens : le 3-5-2. Cependant, ils n'avaient jamais joué avec et l'équipe s'est révélée désorganisée et incapable de jouer vers l'avant.
Son entrée combinée à celle de Lucas lors de la demi-finale de Coupe de France contre Lorient permet au PSG de retrouver une certaine sérénité, avant que Zlatan Ibrahimović ne marque le but de la victoire.
Javier Pastore est titulaire lors de la finale de Coupe de la Ligue, le 23 avril, contre le LOSC. Son équipe remporte une troisième coupe d'affilée sur le score de 2-1, alors qu'elle joue les 30 dernières minutes du match à 10 contre 11. Auteur du premier but de la rencontre, Javier Pastore est élu par ses pairs "Homme du match". Alors que sa cinquième saison au Paris Saint-Germain n'est pas encore terminée, il remporte un dixième titre avec le club de la capitale. Un mois plus tard, alors qu'il est encore blessé, Pastore ne participe pas à la finale de Coupe de France face à Marseille. En gagnant 4-2 face à son rival, le PSG réalise un deuxième quadruplé national.

##### Saison compliquée (2016-2017)
Lors de la saison 2016-2017, il prend le numéro 10, laissé libre après le départ de Zlatan Ibrahimović pour Manchester United. Il espère retrouver son niveau avec le nouvel entraîneur Unai Emery qui souhaite l'utiliser au poste de numéro 10. Il réalise une bonne préparation et confirme lors du trophée des champions contre Lyon en inscrivant un but et deux passes décisive. Après un début de saison intéressant, l'Argentin ressent une douleur à l'entrainement la veille de la troisième journée contre Monaco. La mauvaise nouvelle c'est qu'il serait touché au mollet, le même mollet qui l’a déjà gêné de nombreux mois en 2016.
Contre Toulouse le 23 septembre Javier Pastore a été rattrapé par des douleurs toujours aux mollets, il est envoyé a Madrid pour soigner son mollet. Il devrait être éloigné des terrains quelques semaines. Il effectue son retour le 20 novembre 2016 contre Nantes ou il rentre en fin de match, mais rebelote son corps le trahit de nouveau. Alors qu' « El Flaco » effectué une superbe rentrée ou il a même provoqué le pénalty transformé par Jesé. L'Argentin s'est blessé. Après la rencontre, Unai Emery s'est exprimé à ce sujet : « Pastore a été touché au genou. J’espère qu’il n’a rien de grave. On va faire les analyses avec le docteur. On verra le diagnostic. Pastore est un joueur important pour nous. Les qualités et les capacités qu’il a sont très importantes pour l’équipe. Il a travaillé pour être bien. Aujourd’hui, les dix minutes qu’il a joué ont été très bonnes. C’est peut-être le moment où l’équipe s’est sentie le mieux sur le terrain, au niveau de la maîtrise, des connexions avec lui. Il a provoqué le pénalty. Nous sommes très heureux de l’entrée de Pastore. Je crois et j’espère que c’est une petite blessure. Mais on verra après les analyses avec le docteur ».
Lors du large succès de son équipe au Parc des Princes face au FC Barcelone 4-0, il remplace Julian Draxler en fin de match pour son grand retour en ligue des champions.
Le dimanche 26 février il signe son retour en Ligue à Marseille lors de la victoire des Parisiens 5-1 au Vélodrôme en réalisant une prestation de haute voltige, ponctuée par une passe décisive pour Edinson Cavani. Le 1er mars, il confirme en Coupe de France, il entre en jeu face à Niort et marque le but libérateur pour les siens avant d'offrir une passe décisive à Cavani dans le temps additionnel.
De retour comme titulaire, il est auteur de deux passes décisives lors de la 30e journée contre Lyon. Tout d'abord un une deux avec Angel Di Maria puis un caviar pour Adrien Rabiot (34e) puis un autre six minutes plus tard pour Julian Draxler (40e). le PSG s'impose 2-1 avec un Pastore des grands soirs. Quand son corps le laisse enfin tranquille, Javier Pastore permet indéniablement au jeu de l’équipe parisienne d'être bien plus fluide, avec lui comme titulaire en championnat le PSG a joué sept fois pour gagner a sept reprises. C'est dire l'importance de l'Argentin dans le jeu.
Le 18 avril il offre une nouvelle passe décisive a Blaise Matuidi pour le but du 3-2 contre Metz. Néanmoins le PSG perd son titre de champion de France. Le PSG remporte la Coupe de France et la Coupe de la Ligue.

##### La dernière saison (2017-2018)

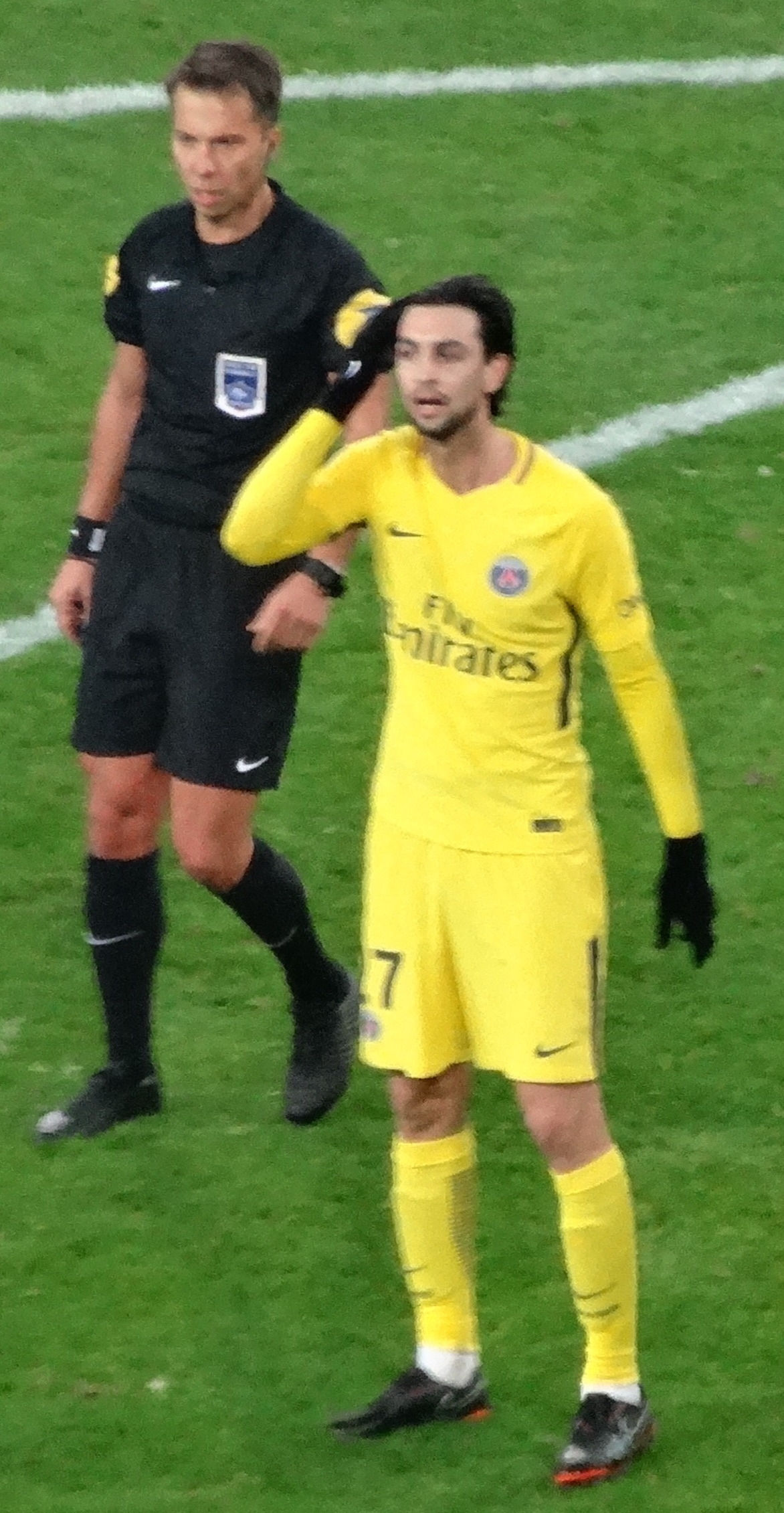
La dernière saison au PSG.

À l'aube de la saison 2017-2018, Pastore décide de laisser son numéro 10 au joueur star Neymar fraîchement arrivé dans la capitale, et reprend donc son ancien numéro 27. Il est buteur lors de la première journée et affirme sa volonté de rester malgré les rumeurs de départ, il met d’ailleurs fin à ces rumeurs en inscrivant un superbe but contre Toulouse le 20 aout 2017 lors de la troisième journée. « Partir au mercato ? Non, je veux jouer, je suis bien physiquement. Un départ à Monaco ? C’est hors de question, je reste à Paris cet été. » Auteur d'un très bon début de saison son coach croit en lui, « Je connais Pastore depuis qu’il est venu en Europe, il a progressé de façon importante ici à Paris. Mais lors des deux dernières années ici, il a subi quelques blessures qui ne lui ont pas donné la régularité dans le groupe et dans l’équipe. L’année passée, nous étions sans Pastore dans les moments qui étaient importants pour nous et sa qualité a manqué à l’équipe, il a commencé dans le onze puis il est entré dans les matches suivants et c’est pour moi un joueur qui donne à l’équipe une qualité différente. » Mais il connait de nouveaux problèmes au mollet en septembre 2017.
A son retour il est utilisé comme un joueur de complément par Unai Emery, il retrouve le chemin des filets en novembre contre Nantes et se plaint légèrement de son temps de jeu. Il se blesse de nouveau fin décembre ainsi et manque de nouveau plusieurs matchs importants lors de la deuxième partie du championnat ce qui va lui coûter sa place en équipe nationale pour la Coupe du monde 2018 malgré une fin de saison correcte,.
Il dispute son dernier match avec Paris le 19 mai 2018, sur la pelouse du stade Michel-d'Ornano. Le Parc des Princes lui rendra un bel hommage, l'Argentin présent ici depuis les débuts du Qatar était l'un des joueurs les plus appréciés des supporters. L'Argentin a reçu une très belle ovation des supporters, avec un « Javier, à jamais chez toi au Parc », Nasser Al-Khelaïfi lui remet un trophée devant une grande banderole à son effigie.« Merci beaucoup pour toutes ces années passées ici. J'ai construit ma famille ici. Le PSG restera à jamais dans mon cœur, vous êtes ma famille, aussi. Merci ! » 

### À l'AS Rome (2018-2021)
Le 26 juin 2018, après sept saisons passées au sein du club parisien, Javier Pastore est transféré à l'AS Rome pour un montant de 24 M€. Le milieu de terrain argentin s'est engagé pour une durée de cinq ans. Sous les ordres d'Eusebio Di Francesco, il dispute 17 matchs pour 4 buts pour sa première saison à Rome. Souvent blessé, il observe de loin les résultats de son équipe dont l'entraîneur est remplacé en cours de saison par Claudio Ranieri.
Le 30 août 2021, l'AS Rome annonce la résiliation du contrat du milieu de terrain argentin.

### Elche CF (2021-2023)
Le 4 septembre 2021, le club de football espagnol Elche CF annonce la signature du milieu argentin Javier Pastore pour la saison 2021-2022. Après une première saison décevante, le joueur argentin reste persuadé qu'il peut revenir au plus haut niveau grâce au club espagnol.
En fin de saison, il prolonge son contrat d'une saison, jusqu'en juin 2023. Il annonce qu'il prolonge en promettant aux supporters du club, que le Javier Pastore de la saison précédente n'existait plus et qu'il allait montrer son vrai visage sur cette deuxième saison. Malheureusement pour lui et pour le club, Javier Pastore n'est que trop peu utilisé par son entraîneur, Francisco Rodriguez. Un début de saison se traduisant par des blessures et des non convocations, tout cela combiné aux résultats catastrophiques du club en Liga Santander, où le club se trouve très rapidement lanterne rouge.

### Qatar SC (Janvier 2023 - Juillet 2023)
Après la résiliation de son contrat avec Elche CF, il s'engage avec le Qatar SC, le 11 janvier 2023. Il dispute son premier match le 5 février 2023 contre le club d'Al Markhiya. Javier Pastore entre à la place de Khaled Waleed Mansour à la 46e minute de jeu mais se fera exclure 35 minutes après son entrée en jeu. Son équipe s'inclinera 4-0.
Son aventure au Qatar prend fin en juillet 2023 avec un départ du club.

## Carrière internationale

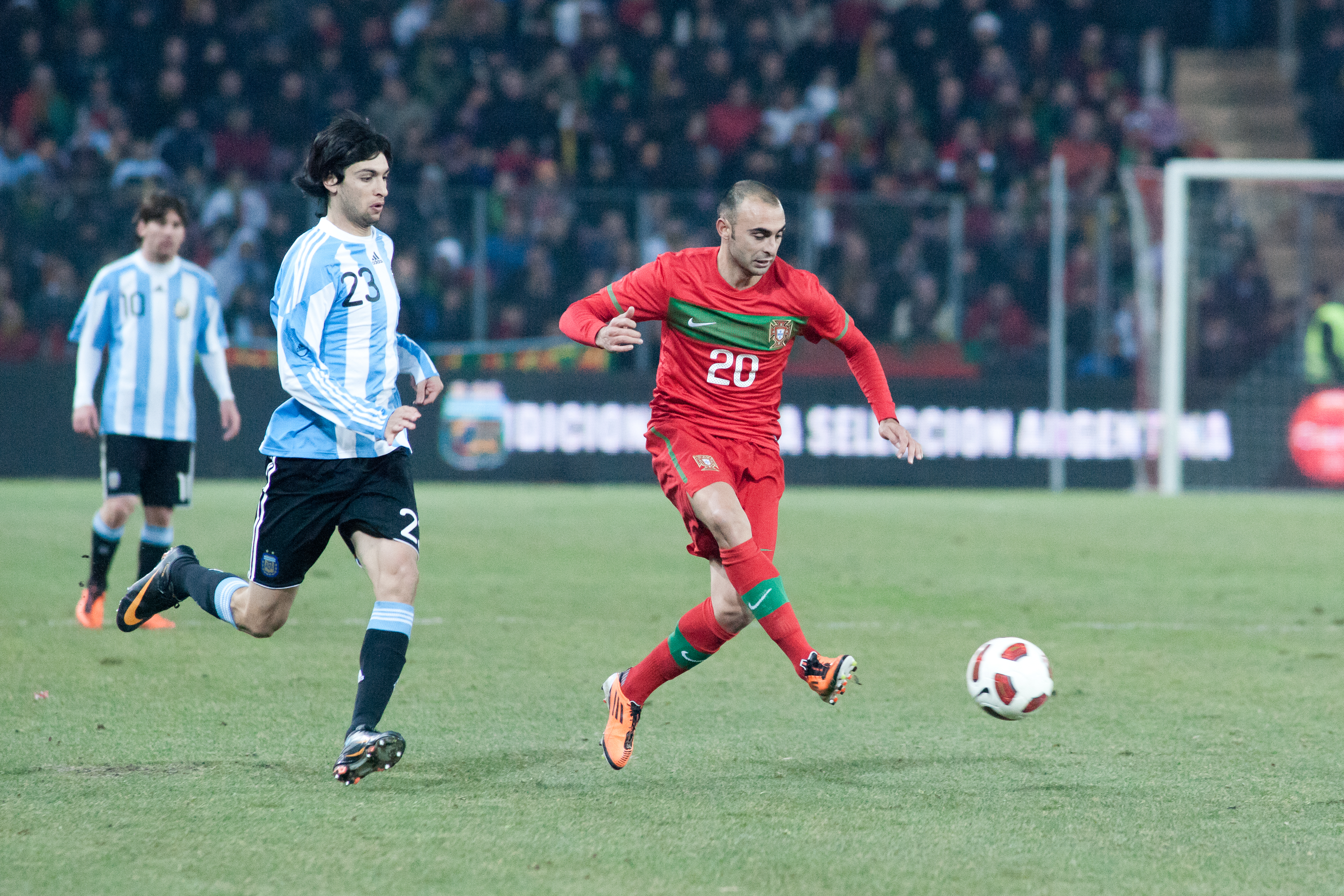
En sélection argentine avec le numéro 23

En février 2009, il est convoqué avec la sélection des -20 ans pour participer au Championnat Sud-Américain d'Argentine. Ce championnat permet d'obtenir une place pour jouer la Coupe du monde des -20 ans de 2009. Néanmoins, son club d'Huracan l’empêche de jouer dans cette compétition, tant il est important en équipe première.

### Première convocation en sélection (2009-2010)
Après une série de bonnes performances avec son club de Palerme en Serie A, le sélectionneur argentin Diego Maradona appelle Pastore pour un match amical non officiel contre la sélection de Catalogne, dirigée par Johan Cruyff, le 22 décembre 2009 au Camp Nou. Pastore entre en jeu en seconde période, inscrivant même un but, mais ne peut empêcher la défaite de son équipe (2-4). Étant donné que la sélection de Catalogne n'est pas reconnue par la FIFA, ce match n'a pas constitué la première sélection en équipe d'Argentine de Pastore. Il fut également appelé par Maradona pour un match amical contre l'Allemagne à l'Allianz Arena (1-0) mais n'entra pas en jeu. Il fait finalement ses débuts avec l'Albiceleste lors d'un match amical contre le Canada le 25 mai 2010 (victoire 5-0).

#### Coupe du monde 2010 - Copa América 2011
Malgré un seul match officiellement disputé en sélection nationale, Pastore est intégré à la liste de 23 joueurs appelés par Maradona pour disputer la Coupe du monde 2010 en Afrique du Sud. Le 22 juin 2010, il fait ses débuts en Coupe du monde en entrant en jeu à la 77e minute contre la Grèce en remplacement de Sergio Agüero pour le troisième match de l'Argentine dans la compétition (2-0). Durant cette compétition, il ne joue que 42 minutes, dont 4 contre le Mexique lors des huitièmes de finale et 24 contre l'Allemagne en quarts de finale.
Après la Coupe du monde 2010, la FIFA sort avec quatre ans d'avance une liste de jeunes joueurs qui participeront sûrement à la Coupe du monde 2014 au Brésil. Javier Pastore en fait partie. Il participe ainsi aux matchs amicaux d'entre-coupes, c'est-à-dire entre la Coupe du Monde et la Copa América de 2011. Il participe ainsi aux matchs amicaux contre le Brésil, le Portugal et le Costa Rica.
En juin 2011, Javier Pastore est retenu dans la liste des joueurs participant à la Copa América,. Il porte alors le numéro 18. Il fait son entrée dans la compétition en remplaçant Gonzalo Higuaín lors d'une victoire 3-0 face au Costa Rica (dernier match des phases de poule). Il joue également le quart de finale contre l'Uruguay, où les Argentins sont éliminés 6-5 lors de la séance de tirs au but.

#### Difficultés sous l'ère Sabella puis retour en sélection (2011-2015)
À la suite de l'échec des Argentins lors de la Copa América 2011, Alejandro Sabella devient directeur technique de la sélection. Pastore est alors écarté de l'équipe nationale, tout comme Carlos Tévez ou Javier Zanetti,. Il ne joue ainsi que deux matchs amicaux contre le Venezuela (défaite 1-0) et la Bolivie (nul 1-1).
À la suite de la finale perdue par l'Argentine lors de la Coupe du monde 2014, Sabella, qui considère qu'il a terminé son cycle à la tête de la sélection nationale, ne renouvelle pas son contrat. Gerardo Martino qui devient sélectionneur argentin décide alors de sélectionner à nouveau Pastore,. Javier Pastore joue ainsi quelques matchs amicaux en fin d'année 2014. En 2015, il est convoqué pour des matchs de préparation avec l'équipe nationale. Il s'impose comme titulaire dans le milieu de terrain argentin. Le 31 mars 2015, il inscrit son premier but avec la sélection argentine face à l'Équateur lors d'un match amical et qui donne la victoire aux siens (score final 2-1).

#### Copa América 2015
Pastore est convoqué pour la Copa América de 2015. Lors de cette compétition, Tata Martino parvient à exploiter toutes les caractéristiques du Flaco. Il le positionne ainsi dans un 4-3-3 aux côtés de joueurs tels que Javier Mascherano ou encore Lucas Biglia. Sa vision du jeu, sa qualité technique et la précision de ses passes font de Pastore le joueur qu'attendait la sélection nationale d'Argentine, depuis 2008 et le retrait de Juan Román Riquelme. L'Argentine ressort invaincue des poules et se classe première de son groupe. Lors des quarts de finale face à la Colombie, l'Argentine concède le nul 0-0 mais s'impose lors de la séance de tirs au but.
Le 30 juin 2015, il inscrit son premier but en compétition officielle face au Paraguay en demi-finale de Copa América 2015. Le scénario de ce match diffère complètement de celui des phases de poules. En effet, l'Argentine bat le Paraguay sur le score de 6 à 1. Il marque le second but de ce match, à la 27e minute, après une série de passes. Il trompe le gardien adverse d'une frappe croisée au ras du poteau. Il délivre également la passe décisive amenant le troisième but de Di Maria, au début de la deuxième période. Le 4 juillet 2015, l'Argentine affronte le Chili en finale de la Copa América 2015. Les deux mi-temps ne permettent pas aux équipes de se départager. C'est finalement aux tirs au but que le Chili s'impose avec 4 tirs au but marqués contre 1 seul de l'Argentine. Le Chili parvient ainsi à s'adjuger une Copa América après quatre finales perdues.

### Style de jeu
Javier Pastore est un milieu offensif très technique et créatif, qui est à la fois capable de dribbler, de passer ou de marquer des buts. C'est un joueur d'une élégance rare sur le terrain, qui pratique un football esthétique. Au-delà de l'efficacité, il est toujours à la recherche du beau geste.
Sa palette technique est très large, il est capable de gestes techniques de grande classe et sa conduite de balle est toujours des plus fluides. Il excelle dans les dribbles et se débarrasse souvent de ses adversaires par un petit pont (sa spécialité), ce qui entraîne généralement de l'énervement et de la haine viscérale chez son adversaire. Dès qu'il le peut et que le jeu le demande, il n'hésite pas à tenter d'effacer un joueur avec un dribble. Sa volonté de se porter vers l'avant et son excellente vision du jeu, le poussent à provoquer, continuellement, ses adversaires et à distribuer de bons ballons à ses attaquants. Même s'il a parfois du déchet durant ses matchs, Pastore est toujours à la recherche de la passe qui "tue", du "caviar" qui élimine les défenseurs adverses et se transforme facilement en but pour l'attaquant. Il est également très adroit dans la surface de réparation, et en dehors, ce qui lui permet de marquer de nombreux buts. Sa qualité technique lui permet d'avoir de nombreuses possibilités pour finir ses actions : frappes en finesse, ballons piqués ou encore frappes en force.
Cependant ses capacités athlétiques sont ses principaux points faibles (surtout en début de carrière) comme son jeu de tête (détente), sa pointe de vitesse plutôt limitée (bien que convenable) dus à son gabarit (1,87 m pour 78 kg).

### Vie privée
D'origine italienne, sa famille est originaire de la petite ville de Volvera, près de Turin. Il a trois frères, dont Juan, plus jeune que lui, qui joue au sein du centre de formation de l'US Palerme. Avec son coéquipier en albiceleste, Éver Banega, il a fondé une association à but non lucratif baptisée « Soplo de Vida », soit « Souffle de Vie » qui vient en aide à des chiens en difficulté.
Il entretient une relation avec une ancienne animatrice sicilienne, Chiara Picone. Ils ont ensemble une fille, Martina. Pastore est un admirateur déclaré de Lionel Messi, qui fait partie de ses meilleurs amis dans le monde du football.

## Statistiques

### En club
| Saison                | Club                  | Championnat           | Championnat | Championnat | Championnat | Coupe nationale | Coupe nationale | Coupe nationale | Coupe de la Ligue | Coupe de la Ligue | Coupe de la Ligue | Supercoupe | Supercoupe | Supercoupe | Compétition(s) continentale(s) | Compétition(s) continentale(s) | Compétition(s) continentale(s) | Compétition(s) continentale(s) | Total | Total | Total |
| Saison                | Club                  | Division              | M.          | B.          | P.d.        | M.              | B.              | P.d.            | M.                | B.                | P.d.              | M.         | B.         | P.d.       | Comp.                          | M.                             | B.                             | P.d.                           | M.    | B.    | P.d.  |
| 2006-2007             | CA Talleres           | D2                    | 5           | 0           | 0           | -               | -               | -               | -                 | -                 | -                 | -          | -          | -          | -                              | -                              | -                              | -                              | 5     | 0     | 0     |
| Sous-total            | Sous-total            | Sous-total            | 5           | 0           | 0           | -               | -               | -               | -                 | -                 | -                 | -          | -          | -          | -                              | -                              | -                              | -                              | 5     | 0     | 0     |
| 2007-2008             | CA Huracán            | D1                    | 1           | 0           | 0           | -               | -               | -               | -                 | -                 | -                 | -          | -          | -          | -                              | -                              | -                              | -                              | 1     | 0     | 0     |
| 2008-2009             | CA Huracán            | D1                    | 29          | 8           | 6           | -               | -               | -               | -                 | -                 | -                 | -          | -          | -          | -                              | -                              | -                              | -                              | 29    | 8     | 6     |
| Sous-total            | Sous-total            | Sous-total            | 30          | 8           | 6           | -               | -               | -               | -                 | -                 | -                 | -          | -          | -          | -                              | -                              | -                              | -                              | 30    | 8     | 6     |
| 2009-2010             | US Palerme            | Serie A               | 34          | 3           | 7           | 3               | 0               | 0               | -                 | -                 | -                 | -          | -          | -          | -                              | -                              | -                              | -                              | 37    | 3     | 7     |
| 2010-2011             | US Palerme            | Serie A               | 35          | 11          | 5           | 4               | 1               | 1               | -                 | -                 | -                 | -          | -          | -          | C3                             | 6                              | 1                              | 1                              | 45    | 13    | 7     |
| Sous-total            | Sous-total            | Sous-total            | 69          | 14          | 12          | 7               | 1               | 1               | -                 | -                 | -                 | -          | -          | -          | -                              | 6                              | 1                              | 1                              | 82    | 16    | 14    |
| 2011-2012             | Paris Saint-Germain   | Ligue 1               | 33          | 13          | 6           | 3               | 1               | 0               | 0                 | 0                 | 0                 | -          | -          | -          | C3                             | 7                              | 2                              | 2                              | 43    | 16    | 8     |
| 2012-2013             | Paris Saint-Germain   | Ligue 1               | 34          | 4           | 9           | 3               | 2               | 1               | 1                 | 0                 | 1                 | -          | -          | -          | C1                             | 10                             | 3                              | 2                              | 48    | 9     | 13    |
| 2013-2014             | Paris Saint-Germain   | Ligue 1               | 29          | 1           | 3           | 2               | 0               | 0               | 3                 | 1                 | 1                 | 1          | 0          | 0          | C1                             | 6                              | 1                              | 0                              | 41    | 3     | 4     |
| 2014-2015             | Paris Saint-Germain   | Ligue 1               | 34          | 5           | 10          | 4               | 1               | 2               | 2                 | 0                 | 0                 | 1          | 0          | 1          | C1                             | 10                             | 0                              | 1                              | 51    | 6     | 14    |
| 2015-2016             | Paris Saint-Germain   | Ligue 1               | 16          | 2           | 6           | 2               | 0               | 0               | 2                 | 1                 | 0                 | 0          | 0          | 0          | C1                             | 6                              | 0                              | 0                              | 26    | 3     | 6     |
| 2016-2017             | Paris Saint-Germain   | Ligue 1               | 15          | 0           | 5           | 4               | 2               | 2               | 1                 | 0                 | 0                 | 1          | 1          | 2          | C1                             | 2                              | 0                              | 0                              | 23    | 3     | 9     |
| 2017-2018             | Paris Saint-Germain   | Ligue 1               | 25          | 4           | 6           | 5               | 1               | 0               | 3                 | 0                 | 0                 | 1          | 0          | 0          | C1                             | 3                              | 0                              | 0                              | 37    | 5     | 6     |
| Sous-total            | Sous-total            | Sous-total            | 186         | 29          | 45          | 23              | 7               | 5               | 12                | 2                 | 2                 | 4          | 1          | 3          | -                              | 44                             | 6                              | 5                              | 269   | 45    | 60    |
| 2018-2019             | AS Rome               | Serie A               | 14          | 3           | 1           | 2               | 1               | 0               | -                 | -                 | -                 | -          | -          | -          | C1                             | 1                              | 0                              | 0                              | 17    | 4     | 1     |
| 2019-2020             | AS Rome               | Serie A               | 11          | 0           | 1           | 0               | 0               | 0               | -                 | -                 | -                 | -          | -          | -          | C3                             | 4                              | 0                              | 1                              | 15    | 0     | 2     |
| 2020-2021             | AS Rome               | Serie A               | 4           | 0           | 0           | 0               | 0               | 0               | -                 | -                 | -                 | -          | -          | -          | C3                             | 0                              | 0                              | 0                              | 4     | 0     | 0     |
| Sous-total            | Sous-total            | Sous-total            | 29          | 3           | 2           | 2               | 1               | 0               | -                 | -                 | -                 | -          | -          | -          | -                              | 5                              | 0                              | 1                              | 36    | 4     | 3     |
| 2021-2022             | Elche CF              | Liga                  | 13          | 0           | 0           | 2               | 0               | 0               | -                 | -                 | -                 | -          | -          | -          | -                              | -                              | -                              | -                              | 15    | 0     | 0     |
| 2022-2023             | Elche CF              | Liga                  | 1           | 0           | 0           | -               | -               | -               | -                 | -                 | -                 | -          | -          | -          | -                              | -                              | -                              | -                              | 1     | 0     | 0     |
| Sous-total            | Sous-total            | Sous-total            | 14          | 0           | 0           | 2               | 0               | 0               | -                 | -                 | -                 | -          | -          | -          | -                              | -                              | -                              | -                              | 16    | 0     | 0     |
| 2022-2023             | Qatar SC              | Stars League          | 7           | 1           | 0           | -               | -               | -               | -                 | -                 | -                 | -          | -          | -          | -                              | -                              | -                              | -                              | 7     | 1     | 0     |
| Total sur la carrière | Total sur la carrière | Total sur la carrière | 339         | 55          | 65          | 34              | 9               | 6               | 12                | 2                 | 2                 | 4          | 1          | 3          | -                              | 55                             | 7                              | 7                              | 444   | 74    | 83    |

### En sélection nationale
| Saison                | Sélection             | Phases finales          | Phases finales | Phases finales | Phases finales | Éliminatoires | Éliminatoires | Éliminatoires | Matchs amicaux | Matchs amicaux | Matchs amicaux | Total | Total | Total |
| Saison                | Sélection             | Compétition             | M              | B              | Pd             | M             | B             | Pd            | M              | B              | Pd             | M     | B     | Pd    |
| --------------------- | --------------------- | ----------------------- | -------------- | -------------- | -------------- | ------------- | ------------- | ------------- | -------------- | -------------- | -------------- | ----- | ----- | ----- |
| 2009-2010             | Argentine             | Coupe du monde 2010     | 3              | 0              | 0              | -             | -             | -             | 1              | 0              | 1              | 4     | 0     | 1     |
| 2010-2011             | Argentine             | Copa América 2011       | 2              | 0              | 0              | -             | -             | -             | 4              | 0              | 0              | 6     | 0     | 0     |
| 2011-2012             | Argentine             | -                       | -              | -              | -              | 2             | 0             | 0             | 1              | 0              | 0              | 3     | 0     | 0     |
| 2012-2013             | Argentine             | -                       | -              | -              | -              | -             | -             | -             | -              | -              | -              | 0     | 0     | 0     |
| 2013-2014             | Argentine             | Coupe du monde 2014     | -              | -              | -              | -             | -             | -             | -              | -              | -              | 0     | 0     | 0     |
| 2014-2015             | Argentine             | Copa América 2015       | 6              | 1              | 1              | -             | -             | -             | 6              | 1              | 3              | 12    | 2     | 4     |
| 2015-2016             | Argentine             | Copa América Centenario | 0              | 0              | 0              | 2             | 0             | 0             | -              | -              | -              | 2     | 0     | 0     |
| 2016-2017             | Argentine             | -                       | -              | -              | -              | -             | -             | -             | -              | -              | -              | 0     | 0     | 0     |
| 2017-2018             | Argentine             | -                       | -              | -              | -              | 2             | 0             | 0             | -              | -              | -              | 2     | 0     | 0     |
| Total sur la carrière | Total sur la carrière | Total sur la carrière   | 11             | 1              | 1              | 6             | 0             | 0             | 12             | 1              | 4              | 29    | 2     | 5     |

|    | Date             | Lieu            | Domicile   | Score                | Extérieur  | Compétition                               | But(s) | Note    |
| -- | ---------------- | --------------- | ---------- | -------------------- | ---------- | ----------------------------------------- | ------ | ------- |
|    | 22 décembre 2009 | Barcelone       | Catalogne  | 4 - 2                | Argentine  | Match non officiel                        | 1      |         |
| 1  | 24 mai 2010      | Buenos Aires    | Argentine  | 5 - 0                | Canada     | Match amical                              | -      | 74e     |
| 2  | 22 juin 2010     | Polokwane       | Grèce      | 0 - 2                | Argentine  | Coupe du monde 2010 - 1er tour            | -      | 77e     |
| 3  | 27 juin 2010     | Johannesburg    | Argentine  | 3 - 1                | Mexique    | Coupe du monde 2010 - huitièmes de finale | -      | 87e     |
| 4  | 3 juillet 2010   | Città del Capo  | Argentine  | 0 - 4                | Allemagne  | Coupe du monde 2010 - quarts de finale    | -      | 70e     |
| 5  | 8 octobre 2010   | Saitama         | Japon      | 1 - 0                | Argentine  | Match amical                              | -      | 59e     |
| 6  | 17 novembre 2010 | Doha            | Argentine  | 1 - 0                | Brésil     | Match amical                              | -      | 69e     |
| 7  | 9 février 2011   | Genève          | Argentine  | 2 - 1                | Portugal   | Match amical                              | -      | 65e     |
| 8  | 29 mars 2011     | San José        | Costa Rica | 0 - 0                | Argentine  | Match amical                              | -      |         |
| 9  | 11 juillet 2011  | Córdoba         | Argentine  | 3 - 0                | Costa Rica | Copa América 2011 - 1er tour              | -      | 80e     |
| 10 | 16 juillet 2011  | Santa Fe        | Argentine  | 1 - 1 (5 - 6 t.a.b.) | Uruguay    | Copa América 2011 - quarts de finale      | -      | 72e     |
| 11 | 2 septembre 2011 | Calcutta        | Venezuela  | 0 - 1                | Argentine  | Match amical                              | -      | 60e     |
| 12 | 11 octobre 2011  | Puerto La Cruz  | Venezuela  | 1 - 0                | Argentine  | Qualifications coupe du monde 2014        | -      | 84e     |
| 13 | 11 novembre 2011 | Buenos Aires    | Argentine  | 1 - 1                | Bolivie    | Qualifications coupe du monde 2014        | -      |         |
| 14 | 11 octobre 2014  | Pechino         | Brésil     | 2 - 0                | Argentine  | Match amical                              | -      | 61e     |
| 15 | 14 octobre 2014  | Hong Kong       | Hong Kong  | 0 - 7                | Argentine  | Match amical                              | -      | 60e     |
| 16 | 18 novembre 2014 | Manchester      | Argentine  | 0 - 1                | Portugal   | Match amical                              | -      | 73e     |
| 17 | 28 mars 2015     | Landover        | Salvador   | 0 - 2                | Argentine  | Match amical                              | -      | 78e     |
| 18 | 31 mars 2015     | East Rutherford | Argentine  | 2 - 1                | Équateur   | Match amical                              | 1      | 79e     |
| 19 | 6 juin 2015      | San Juan        | Argentine  | 5 - 0                | Bolivie    | Match amical                              | -      |         |
| 20 | 13 juin 2015     | La Serena       | Argentine  | 2 - 2                | Paraguay   | Copa América 2015 - 1er tour              | -      | 75e     |
| 21 | 16 juin 2015     | La Serena       | Argentine  | 1 - 0                | Uruguay    | Copa América 2015 - 1er tour              | -      | 78e     |
| 22 | 20 juin 2015     | Viña del Mar    | Argentine  | 1 - 0                | Jamaïque   | Copa América 2015 - 1er tour              | -      | 45e 59e |
| 23 | 26 juin 2015     | Viña del Mar    | Argentine  | 0 - 0 (5 - 4 t.a.b.) | Colombie   | Copa América 2015 - quarts de finale      | -      | 77e     |
| 24 | 30 juin 2015     | Concepción      | Argentine  | 6 - 1                | Paraguay   | Copa América 2015 - demi-finales          | 1      | 73e     |
| 25 | 4 juillet 2015   | Santiago        | Chili      | 0 - 0 (4 - 1 t.a.b.) | Argentine  | Match amical                              | -      | 81e     |
| 26 | 9 octobre 2015   | Buenos Aires    | Argentine  | 0 - 2                | Équateur   | Match amical                              | -      | 70e     |
| 27 | 14 octobre 2015  | Asunción        | Paraguay   | 0 - 0                | Argentine  | Match amical                              | -      | 68e     |
|    | Total            |                 | Présences  | 27                   |            | Buts                                      | 2      |         |

| 0 | Date         | Lieu                                               | Adversaire | Score | Résultat | Compétition       |
| - | ------------ | -------------------------------------------------- | ---------- | ----- | -------- | ----------------- |
| 1 | 31 mai 2015  | MetLife Stadium, New Jersey, États-Unis            | Uruguay    | 2-1   | 2-1      | Match amical      |
| 2 | 30 juin 2015 | Estadio Municipal de Concepción, Concepción, Chili | Paraguay   | 2-0   | 6-1      | Copa América 2015 |

## Palmarès
Javier Pastore est passé par six clubs professionnels.
En Amérique du Sud, avec le CA Huracán, il est vice-champion d'Argentine en 2009 avant de rejoindre l'US Palerme. Il atteint la finale de la Coupe d'Italie lors de sa dernière année en Italie, en 2011. Il rejoint ensuite le Paris Saint-Germain et termine deuxième de Ligue 1 dès sa première saison, en 2012. L'année suivante, en 2013, il est champion de France pour la première fois avec le PSG. Au total, il remporte cinq titres dans la compétition entre 2013 et 2018. Il est titré à deux reprises en coupe de France en 2017 et 2018. Il remporte également la Coupe de la Ligue en 2014, 2015, 2016, 2017 et 2018 ainsi que trois Trophée des champions en 2013, 2014 et 2017.
Avec l'Argentine, il atteint la finale de la Copa América en 2015 et en 2016, perdue les deux face au Chili.
| Argentine                                 | CA Huracán                                                 | US Palerme                            | Paris Saint-Germain FC (15) |
| ----------------------------------------- | ---------------------------------------------------------- | ------------------------------------- | --- |
| - Copa América - Finaliste : 2015 et 2016 | - Championnat d'Argentine - Vice-champion : 2009 (clôture) | - Coupe d'Italie : - Finaliste : 2011 | - Ligue 1 (5) : - Champion : 2013, 2014, 2015, 2016, 2018 - Vice-Champion : 2012 et 2017 - Coupe de France (2) : - Vainqueur : 2017 et 2018 - Coupe de la Ligue (5) : - Vainqueur : 2014, 2015, 2016, 2017 et 2018 - Trophée des champions (3) : - Vainqueur : 2013, 2014 et 2017 |

Au niveau individuel, Javier Pastore est régulièrement récompensé en club. Il est notamment élu meilleur jeune de Serie A en 2010 avec Palerme. Il remporte le Trophée du joueur du mois UNFP à quatre reprises et fait partie de l'équipe type de Ligue 1 lors de la saison 2014/2015. Il est désigné Étoile d'or France Football en 2015 et élu homme du match de la finale de Coupe de la Ligue 2016.
Distinctions personnelles
| Distinction                                              | Date           |
| -------------------------------------------------------- | -------------- |
| Meilleur jeune joueur de l'année de Serie A              | 2010,          |
| Trophée du joueur du mois UNFP                           | Septembre 2011 |
| Trophée du joueur du mois UNFP                           | Novembre 2014  |
| Trophée du joueur du mois UNFP                           | Mars 2015      |
| Trophée du joueur du mois UNFP                           | Avril 2015     |
| Nommé pour le trophée UNFP du meilleur joueur de Ligue 1 | 2014/2015      |
| Membre de l'équipe type de Ligue 1                       | 2014/2015      |
| Étoile d'or France Football                              | 2015           |
| Homme du match de la finale de Coupe de la Ligue         | 2016           |